# Benedetto Aloisi Masella
Benedetto Aloisi Masella, italijanski rimskokatoliški duhovnik, škof in kardinal, * 29. junij 1879, Pontecorvo, Frosinone, Italija, † 30. september 1970, Rim.

## Življenjepis
1. junija 1902 je prejel duhovniško posvečenje.
20. novembra 1919 je bil imenovan za apostolskega nuncija v Čilu; 15. decembra je postal naslovni nadškof palestinske Cezareje in 21. decembra istega leta je prejel škofovsko posvečenje.
26. aprila 1927 je postal apostolski nuncij v Braziliji.
18. februarja 1946 je bil povzdignjen v kardinala in imenovan za kardinal-duhovnika S. Maria in Vallicella.
21. junija 1948 je postal kardinal-škof Palestrine.
Med 27. oktobrom 1954 in 11. januarjem 1968 je bil prefekt Kongregacije za disciplino zakramentov.
10. oktobra 1958 je bil imenovan za kamerlenga.
Od leta 1962 do 1965 je sodeloval na drugem vatikanskem koncilu.